# Richard Madden
Richard Madden, född 18 juni 1986 i Elderslie i Renfrewshire, Skottland, är en skotsk skådespelare.
Madden är främst känd för att ha spelat rollen som Robb Stark i TV-serien Game of Thrones. Som barn spelade han huvudrollen i barnserien Barmy Aunt Boomerang. Madden har också agerat på scen, bland annat 2009 i National Theatre of Scotlands uppsättning av Be Near Me mot Ian McDiarmid.

## Filmografi
| År        | Titel                   | Roll                | Notering   |
| --------- | ----------------------- | ------------------- | ---------- |
| 1999–2000 | Barmy Aunt Boomerang    | Sebastian Simpkins  | 20 avsnitt |
| 2000      | Complicity              | Unga Adam           |            |
| 2009      | Hope Springs            | Dean McKenzie       | 8 avsnitt  |
| 2010      | Worried About The Boy   | Kirk Brandon        | TV-film    |
| 2010      | Chatroom                | Ripley              |            |
| 2011      | Strays                  | Elliot              | Kortfilm   |
| 2011      | Sirens                  | Ashley Greenwick    | 6 avsnitt  |
| 2011–2013 | Game of Thrones         | Robb Stark          | 21 avsnitt |
| 2012      | Birdsong                | Kapten Michael Weir | 2 avsnitt  |
| 2014      | A Promise               | Ludwig              |            |
| 2014      | Klondike                | Bill Haskell        | 3 avsnitt  |
| 2015      | Berättelsen om Askungen | Prins Kit           |            |
| 2016      | Group B                 | Shane Hunter        | Kortfilm   |
| 2018      | Ibiza                   | Leo West            |            |
| 2018      | Bodyguard               | David Budd          |            |
| 2019      | Rocketman               | John Reid           |            |
| 2023      | Citadel (TV-serie)      | Mason Kane          |            |